# Бјуро Џанкшон (Илиноис)
Бјуро Џанкшон (енгл. Bureau Junction) град је у америчкој савезној држави Илиноис.

## Демографија
По попису из 2010. године број становника је 322, што је 46 (-12,5%) становника мање него 2000. године.
| Група             | 2000.       | 2010.       |
| Белци             | 327 (88,9%) | 293 (91,0%) |
| Афроамериканци    | 0 (0,0%)    | 3 (0,9%)    |
| Азијати           | 0 (0,0%)    | 1 (0,3%)    |
| Хиспаноамериканци | 39 (10,6%)  | 21 (6,5%)   |
| Укупно            | 368         | 322         |